# 圣查尔斯 (密苏里州)
圣查尔斯（英語：Saint Charles）是美国密蘇里州聖查爾斯縣的县治。2010年人口普查时人口为65,794，是密苏里州第九大城市。该市坐落于密西西比河畔，位于圣路易斯西北。
1821年至1826年间，圣查尔斯市是密苏里州建州后第一个首府。此处也是天主教圣人Rose Philippine Duchesne的朝圣地所在。